# Simav
Simav là một huyện thuộc tỉnh Kütahya, Thổ Nhĩ Kỳ. Huyện có diện tích 1564 km² và dân số thời điểm năm 2007 là 76210 người, mật độ 49 người/km².